# Temporada 1995-96 de los Phoenix Suns
La temporada 1995-96 fue la vigesimoctava de los Phoenix Suns en la NBA. La temporada regular acabó con 41 victorias y 41 derrotas, ocupando el séptimo puesto de la Conferencia Oeste, clasificándose para los playoffs en los que cayeron en primera ronda ante los San Antonio Spurs.

## Elecciones en elDraft
| Ronda | Puesto | Jugador        | Posición  | Nacionalidad   | Universidad/Club  |
| ----- | ------ | -------------- | --------- | -------------- | ----------------- |
| 1     | 21     | Michael Finley | Escolta   | Estados Unidos | Wisconsin}        |
| 1     | 27     | Mario Bennett  | Ala-Pívot | Estados Unidos | Arizona State     |
| 2     | 56     | Chris Carr     | Escolta   | Estados Unidos | Southern Illinois |

## Temporada regular
| División Pacífico        | División Pacífico | División Pacífico | División Pacífico | División Pacífico | División Pacífico | División Pacífico | División Pacífico | División Pacífico |
| Equipo                   | G                 | P                 | %                 | PD                | Casa              | Fuera             | Div               |                   |
| ------------------------ | ----------------- | ----------------- | ----------------- | ----------------- | ----------------- | ----------------- | ----------------- | ----------------- |
| y-Seattle SuperSonics    | 64                | 18                | .780              | –                 | 38–3              | 26–15             | 21–3              |                   |
| x-Los Angeles Lakers     | 53                | 29                | .646              | 11                | 30–11             | 23–18             | 17–7              |                   |
| x-Portland Trail Blazers | 44                | 38                | .537              | 20                | 26–15             | 18–23             | 11–13             |                   |
| x-Phoenix Suns           | 41                | 41                | .500              | 23                | 25–16             | 16–25             | 9–15              |                   |
| x-Sacramento Kings       | 39                | 43                | .476              | 25                | 26–15             | 13–28             | 11–13             |                   |
| Golden State Warriors    | 36                | 46                | .439              | 28                | 23–18             | 13–28             | 7–17              |                   |
| Los Angeles Clippers     | 29                | 53                | .354              | 35                | 19–22             | 10–31             | 7–17              |                   |

## Playoffs

### Primera ronda
San Antonio Spurs  vs. Phoenix Suns
| Fecha       | Partido                                 | Ciudad      |
| ----------- | --------------------------------------- | ----------- |
| 26 de abril | San Antonio Spurs 120, Phoenix Suns 98  | San Antonio |
| 28 de abril | San Antonio Spurs 110, Phoenix Suns 105 | San Antonio |
| 1 de mayo   | Phoenix Suns 94, San Antonio Spurs 93   | Phoenix     |
| 3 de mayo   | Phoenix Suns 98, San Antonio Spurs 116  | Phoenix     |
|             | San Antonio Spurs gana las series 3-1   |             |

## Estadísticas

### Temporada regular
| Rk | Jugador          | Edad | Pos. | P  | PT | MP   | TC  | TCI  | %TC   | T3  | T3I | %T3  | TL  | TLI | %TL   | RO  | RD  | RT   | AS  | RB  | TAP | BP  | FP  | PTS  |
| -- | ---------------- | ---- | ---- | -- | -- | ---- | --- | ---- | ----- | --- | --- | ---- | --- | --- | ----- | --- | --- | ---- | --- | --- | --- | --- | --- | ---- |
| 1  | Michael Finley   | 22   | SF   | 82 | 72 | 39.2 | 5.7 | 11.9 | .476  | 0.7 | 2.3 | .328 | 3.0 | 3.9 | .749  | 1.7 | 2.9 | 4.6  | 3.5 | 1.0 | 0.4 | 1.6 | 2.4 | 15.0 |
| 2  | Charles Barkley  | 32   | PF   | 71 | 71 | 37.1 | 8.2 | 16.3 | .500  | 0.7 | 2.5 | .280 | 6.2 | 8.0 | .777  | 3.4 | 8.1 | 11.6 | 3.7 | 1.6 | 0.8 | 3.1 | 2.9 | 23.2 |
| 3  | Kevin Johnson    | 29   | PG   | 56 | 55 | 35.8 | 6.1 | 12.0 | .507  | 0.4 | 1.0 | .368 | 6.1 | 7.1 | .859  | 0.8 | 3.2 | 3.9  | 9.2 | 1.5 | 0.2 | 3.0 | 2.6 | 18.7 |
| 4  | Wesley Person    | 24   | SG   | 82 | 47 | 31.8 | 4.8 | 10.7 | .445  | 1.4 | 3.8 | .374 | 1.8 | 2.3 | .771  | 0.7 | 3.2 | 3.9  | 1.7 | 0.7 | 0.3 | 1.1 | 1.8 | 12.7 |
| 5  | Hot Rod Williams | 33   | C    | 62 | 58 | 26.6 | 2.9 | 6.4  | .453  | 0.0 | 0.0 | .000 | 1.5 | 2.1 | .731  | 2.1 | 3.9 | 6.0  | 1.0 | 0.7 | 1.5 | 1.0 | 2.7 | 7.3  |
| 6  | A.C. Green       | 32   | SF   | 82 | 36 | 25.8 | 2.6 | 5.4  | .484  | 0.2 | 0.6 | .269 | 2.0 | 2.9 | .709  | 2.0 | 4.7 | 6.8  | 0.9 | 0.5 | 0.3 | 1.0 | 1.7 | 7.5  |
| 7  | Danny Manning    | 29   | PF   | 33 | 4  | 24.7 | 5.4 | 11.8 | .459  | 0.1 | 0.4 | .214 | 2.5 | 3.3 | .752  | 0.9 | 3.4 | 4.3  | 2.0 | 1.2 | 0.7 | 2.3 | 3.7 | 13.4 |
| 8  | Elliot Perry     | 26   | PG   | 81 | 26 | 20.6 | 3.2 | 6.8  | .475  | 0.3 | 0.7 | .407 | 1.9 | 2.4 | .778  | 0.4 | 1.3 | 1.7  | 4.4 | 1.1 | 0.1 | 1.8 | 1.7 | 8.6  |
| 9  | Wayman Tisdale   | 31   | PF   | 63 | 6  | 18.3 | 4.4 | 9.0  | .495  | 0.0 | 0.0 |      | 1.8 | 2.4 | .765  | 0.9 | 2.5 | 3.4  | 0.9 | 0.2 | 0.6 | 1.0 | 3.0 | 10.7 |
| 10 | Tony Smith       | 27   | SG   | 34 | 2  | 15.5 | 2.1 | 5.1  | .405  | 0.7 | 2.3 | .325 | 0.7 | 1.1 | .649  | 0.7 | 0.9 | 1.6  | 2.5 | 0.6 | 0.1 | 1.2 | 1.8 | 5.6  |
| 11 | Mario Bennett    | 22   | SF   | 19 | 14 | 12.1 | 1.5 | 3.4  | .453  | 0.0 | 0.1 | .000 | 1.4 | 2.2 | .643  | 1.1 | 1.5 | 2.6  | 0.3 | 0.6 | 0.6 | 0.6 | 2.4 | 4.5  |
| 12 | Joe Kleine       | 34   | C    | 56 | 9  | 11.8 | 1.3 | 3.0  | .420  | 0.0 | 0.1 | .286 | 0.4 | 0.4 | .800  | 0.6 | 1.7 | 2.4  | 0.8 | 0.2 | 0.1 | 0.7 | 2.0 | 2.9  |
| 13 | Chris Carr       | 21   | SG   | 60 | 10 | 9.8  | 1.5 | 3.6  | .415  | 0.2 | 0.7 | .262 | 0.8 | 1.0 | .817  | 0.5 | 1.3 | 1.7  | 0.7 | 0.2 | 0.1 | 0.7 | 1.3 | 4.0  |
| 14 | David Wood       | 31   | PF   | 4  | 0  | 8.5  | 0.3 | 1.5  | .167  | 0.0 | 0.0 |      | 0.5 | 0.5 | 1.000 | 0.5 | 0.8 | 1.3  | 0.5 | 0.3 | 0.0 | 0.5 | 2.3 | 1.0  |
| 15 | Stefano Rusconi  | 27   | PF   | 7  | 0  | 4.3  | 0.4 | 1.3  | .333  | 0.0 | 0.0 |      | 0.3 | 0.7 | .400  | 0.4 | 0.4 | 0.9  | 0.4 | 0.0 | 0.3 | 0.4 | 1.4 | 1.1  |
| 16 | Terrence Rencher | 22   | PG   | 2  | 0  | 4.0  | 0.5 | 0.5  | 1.000 | 0.0 | 0.0 |      | 0.5 | 1.5 | .333  | 0.0 | 1.0 | 1.0  | 0.0 | 0.0 | 0.5 | 1.0 | 0.5 | 1.5  |
| 17 | John Coker       | 24   | C    | 5  | 0  | 2.2  | 0.8 | 1.0  | .800  | 0.0 | 0.0 |      | 0.0 | 0.0 |       | 0.4 | 0.0 | 0.4  | 0.2 | 0.0 | 0.2 | 0.0 | 0.2 | 1.6  |

### Playoffs
| Rk | Jugador          | Edad | Pos. | P | PT | MP   | TC  | TCI  | %TC  | T3  | T3I | %T3  | TL  | TLI  | %TL  | RO  | RD  | RT   | AS   | RB  | TAP | BP  | FP  | PTS  |
| -- | ---------------- | ---- | ---- | - | -- | ---- | --- | ---- | ---- | --- | --- | ---- | --- | ---- | ---- | --- | --- | ---- | ---- | --- | --- | --- | --- | ---- |
| 1  | Wesley Person    | 24   | SG   | 4 | 4  | 45.8 | 5.5 | 14.0 | .393 | 2.3 | 7.3 | .310 | 1.0 | 1.3  | .800 | 2.0 | 3.8 | 5.8  | 0.8  | 0.8 | 0.3 | 1.3 | 1.8 | 14.3 |
| 2  | Charles Barkley  | 32   | PF   | 4 | 4  | 41.0 | 7.8 | 17.5 | .443 | 0.8 | 3.0 | .250 | 9.3 | 11.8 | .787 | 4.5 | 9.0 | 13.5 | 3.8  | 1.0 | 1.0 | 1.5 | 3.8 | 25.5 |
| 3  | Kevin Johnson    | 29   | PG   | 4 | 4  | 37.8 | 6.8 | 14.3 | .474 | 0.3 | 1.0 | .250 | 3.5 | 4.3  | .824 | 0.5 | 3.8 | 4.3  | 10.8 | 0.5 | 0.5 | 2.8 | 2.0 | 17.3 |
| 4  | Hot Rod Williams | 33   | C    | 4 | 4  | 28.8 | 3.5 | 8.0  | .438 | 0.0 | 0.0 |      | 2.0 | 3.0  | .667 | 2.8 | 3.8 | 6.5  | 0.3  | 0.0 | 1.8 | 1.5 | 4.3 | 9.0  |
| 5  | Danny Manning    | 29   | PF   | 4 | 0  | 22.5 | 5.5 | 12.0 | .458 | 0.0 | 0.3 | .000 | 1.3 | 2.0  | .625 | 1.0 | 1.8 | 2.8  | 1.3  | 1.0 | 0.3 | 1.5 | 3.8 | 12.3 |
| 6  | A.C. Green       | 32   | SF   | 4 | 4  | 21.8 | 1.5 | 4.3  | .353 | 0.0 | 0.8 | .000 | 1.8 | 2.0  | .875 | 1.5 | 3.0 | 4.5  | 0.5  | 0.3 | 0.0 | 0.5 | 1.8 | 4.8  |
| 7  | Wayman Tisdale   | 31   | PF   | 4 | 0  | 16.8 | 2.5 | 7.5  | .333 | 0.0 | 0.0 |      | 0.3 | 0.5  | .500 | 0.8 | 0.3 | 1.0  | 0.5  | 0.3 | 0.3 | 0.3 | 1.8 | 5.3  |
| 8  | Elliot Perry     | 26   | PG   | 4 | 0  | 12.8 | 1.8 | 3.5  | .500 | 0.0 | 0.0 |      | 0.0 | 0.3  | .000 | 0.0 | 0.5 | 0.5  | 3.0  | 0.5 | 0.0 | 0.0 | 0.8 | 3.5  |
| 9  | Chris Carr       | 21   | SG   | 3 | 0  | 12.0 | 3.0 | 4.7  | .643 | 0.7 | 1.0 | .667 | 1.3 | 1.7  | .800 | 1.0 | 1.3 | 2.3  | 1.3  | 0.7 | 0.3 | 1.3 | 2.0 | 8.0  |
| 10 | Mario Bennett    | 22   | SF   | 2 | 0  | 4.0  | 1.0 | 2.0  | .500 | 0.0 | 0.0 |      | 0.0 | 0.0  |      | 1.0 | 0.5 | 1.5  | 0.0  | 0.0 | 0.0 | 1.0 | 0.0 | 2.0  |
| 11 | Joe Kleine       | 34   | C    | 2 | 0  | 4.0  | 0.0 | 1.0  | .000 | 0.0 | 0.0 |      | 0.0 | 0.0  |      | 0.5 | 0.0 | 0.5  | 0.0  | 0.5 | 0.0 | 0.5 | 0.5 | 0.0  |

## Galardones y récords
| Ganador         | Galardón                               |
| Charles Barkley | 3.er Mejor quinteto de la NBA All-Star |
| Michael Finley  | Mejor quinteto de rookies de la NBA    |